# Prix Haftmann
Le prix Haftmann est un prix artistique suisse fondé en 2001. 

## Historique
Décerné chaque année depuis 2001 par la Fondation Roswitha Haftmann, ce prix, créé selon le vœu de Roswitha Haftmann (1924-1998) est attribué à un « artiste vivant ayant produit une œuvre de première importance. » Il est doté de 150 000 Francs suisses (environ 120 000 €), ce qui en fait le prix artistique le mieux doté d’Europe.
Le conseil de la Fondation qui désigne les lauréats est composé des directeurs du Kunstmuseum de Berne, du Kunstmuseum de Bâle, du Musée Ludwig de Cologne et du Kunsthaus Zürich et de membres nommés par le conseil. Certaines années, le jury attribue, comme les statuts de la Fondation le permettent, un prix spécial doté de 75 000 Francs suisses (environ 60 000 €).

## Liste des lauréats
- 2001 : Walter De Maria
- 2002 : Maria Lassnig
- 2003 : Jeff Wall
- 2004 : Mona Hatoum
- 2005 : Robert Ryman
- 2006 : Peter Fischli et David Weiss
- 2007 : Richard Artschwager
- 2008 : Douglas Gordon
- 2009 : Vija Celmins
- 2010 : Sigmar Polke
- 2011 : Carl André
- 2012 : Cindy Sherman[1]
- 2013 : Pierre Huyghe[2]
- 2014 : Rosemarie Trockel
- 2015 : Lawrence Weiner
- 2016 : Heimo Zobernig
- 2017 : Hans Haacke
- 2018 : Michelangelo Pistoletto
- 2019 : Valie Export
- 2021 : Gülsün Karamustafa (en)
- 2023 : Cildo Meireles

### Prix spéciaux
- 2007 : Jonas Mekas
- 2011 : Trisha Brown
- 2012 : Harun Farocki
- 2014 : Robert Frank